# КрАЗ-6443
КрАЗ-6443 и КрАЗ-64431 — тяжелые трёхосные седельные тягачи с колёсной формулой 6×4 («64431») или 6x6 («6443») Кременчугского автомобильного завода. Предназначены для буксировки полуприцепов по дорогам, на которых допускается движение транспортных средств с нагрузкой на сдвоенные оси до 220 кН (22000 кг).

## История
В 1987 году был построен первый опытный тягач КрАЗ-4Э6440, серийное производство КрАЗ-6443 началось в 1992 году, в 1993 году были выпущены 39 тягачей КрАЗ-6443.

## Устройство автомобиля
Автомобиль имеет восьмиступенчатую, двухдиапазонную, механическую коробку передач.
Передаточные числа коробки передач 7,30; 4,86; 3,50; 2,48; 2,09; 1,39; 1,00; 0,71.
Подвеска — передняя и задняя — зависимая, на двух продольных полуэллиптических рессорах, передняя с двумя гидравлическими амортизаторами, задняя — балансирного типа.
Рулевой механизм — механический, с гидравлическим усилителем.
Тормозная система — пневматического типа.
- Рабочие тормоза — тормозные механизмы барабанного типа, с внутренними колодками.
- Стояночный тормоз — трансмиссионный, барабанного типа на выходном валу раздаточной коробки; привод механический.
- Вспомогательный тормоз — дроссельного типа, привод пневматический, установлен в системе выпуска газов.

Дополнительное оборудование: предпусковой подогреватель двигателя, отопитель кабины, седельно-сцепным устройством уменьшенной высоты типа «JOST» и удлиненной кабиной со спальным местом.
Климатическое исполнение: умеренное и тропическое, температура окружающего воздуха от −45°С до +50°С.

## Модификации
- КрАЗ-6443 — базовая модификация с колёсной формулой 6×6[4]
- КрАЗ-644301 — седельный тягач, предназначенный для эксплуатации в районах холодной климатической зоны.
- КрАЗ-64431 — модификация с колесной формулой 6×4.

## Страны-эксплуатанты
- Египет - первые 180 тягачей КрАЗ-64431 (с полуприцепами немецкого производства) были заказаны для вооружённых сил Египта в 1997 году[5], летом 2009 года были проданы 12 тягачей КрАЗ-6443017[6], в декабре 2013 года - ещё 80 КрАЗ-6443017[7]
- Украина - в сентябре 2014 года тягачи КрАЗ-64431 поступили на вооружение Национальной гвардии Украины[8][9]